# Windy
Windy és una empresa txeca que ofereix serveis interactius de predicció del temps a tot el món.
El portal va ser fundat per Ivo Lukačovič el novembre de 2014. Actualment, les previsions meteorològiques es basen en dades dels models GFS, ECMWF i el model NEMS de l'empresa suïssa Meteoblue. Inicialment, el portal es va centrar en l'animació del vent, actualment hi ha altres paràmetres meteorològics bàsics com la temperatura, la pressió, la humitat relativa, la base de núvols i panells addicionals amb dades més avançades. L'animació eòlica es basa en el projecte de codi obert de Cameron Beccario earth.